# Manneville-la-Raoult
Manneville-la-Raoult és un municipi francès situat al departament de l'Eure i a la regió de Normandia. L'any 2007 tenia 502 habitants.

## Demografia

### Població
El 2007 la població de fet de Manneville-la-Raoult era de 502 persones. Hi havia 193 famílies de les quals 40 eren unipersonals (20 homes vivint sols i 20 dones vivint soles), 67 parelles sense fills i 86 parelles amb fills.
La població ha evolucionat segons el següent gràfic:
Habitants censats

### Habitatges
El 2007 hi havia 262 habitatges, 191 eren l'habitatge principal de la família, 64 eren segones residències i 7 estaven desocupats. Tots els 260 habitatges eren cases. Dels 191 habitatges principals, 167 estaven ocupats pels seus propietaris i 24 estaven llogats i ocupats pels llogaters; 1 tenia una cambra, 9 en tenien dues, 16 en tenien tres, 62 en tenien quatre i 104 en tenien cinc o més. 151 habitatges disposaven pel capbaix d'una plaça de pàrquing. A 98 habitatges hi havia un automòbil i a 85 n'hi havia dos o més.

### Piràmide de població
La piràmide de població per edats i sexe el 2009 era:
| Homes | Edats   | Dones |
| ----- | ------- | ----- |
| 0     | 95 o +  | 0     |
| 0     | 90 a 94 | 0     |
| 0     | 85 a 89 | 4     |
| 0     | 80 a 84 | 4     |
| 12    | 75 a 79 | 4     |
| 20    | 70 a 74 | 12    |
| 8     | 65 a 69 | 12    |
| 8     | 60 a 64 | 4     |
| 0     | 55 a 59 | 8     |
| 16    | 50 a 54 | 16    |
| 24    | 45 a 49 | 12    |
| 4     | 40 a 44 | 24    |
| 16    | 35 a 39 | 16    |
| 16    | 30 a 34 | 12    |
| 12    | 25 a 29 | 12    |
| 8     | 20 a 24 | 8     |
| 8     | 15 a 19 | 12    |
| 12    | 10 a 14 | 28    |
| 16    | 5 a 9   | 24    |
| 8     | 0 a 4   | 4     |

## Economia
El 2007 la població en edat de treballar era de 314 persones, 224 eren actives i 90 eren inactives. De les 224 persones actives 208 estaven ocupades (114 homes i 94 dones) i 17 estaven aturades (8 homes i 9 dones). De les 90 persones inactives 32 estaven jubilades, 31 estaven estudiant i 27 estaven classificades com a «altres inactius».

### Ingressos
El 2009 a Manneville-la-Raoult hi havia 194 unitats fiscals que integraven 519,5 persones, la mediana anual d'ingressos fiscals per persona era de 18.726 €.

### Activitats econòmiques
Dels 14 establiments que hi havia el 2007, 1 era d'una empresa de fabricació d'altres productes industrials, 5 d'empreses de construcció, 2 d'empreses de comerç i reparació d'automòbils, 1 d'una empresa immobiliària, 2 d'empreses de serveis, 1 d'una entitat de l'administració pública i 2 d'empreses classificades com a «altres activitats de serveis».
Dels 5 establiments de servei als particulars que hi havia el 2009, 1 era un paleta, 2 fusteries, 1 lampisteria i 1 electricista.
L'any 2000 a Manneville-la-Raoult hi havia 30 explotacions agrícoles que ocupaven un total de 532 hectàrees.

## Equipaments sanitaris i escolars
El 2009 hi havia una escola elemental integrada dins d'un grup escolar amb les comunes properes formant una escola dispersa.

## Poblacions més properes
El següent diagrama mostra les poblacions més properes.